# Bhandara
Bhandara, est une ville et un conseil municipal du district de Bhandara dans l'État indien du Maharashtra. Lors du recensement de l'Inde de 2011, sa population s'élève à 91 845 habitants.